# Кочубей, Мария Васильевна
Княгиня Мари́я Васи́льевна Кочубе́й (урождённая Васи́льчикова, 10 сентября 1779, Москва — 12 января 1844, Париж) — жена русского государственного деятеля Виктора Кочубея, статс-дама, кавалер ордена Святой Екатерины I степени.

## Биография

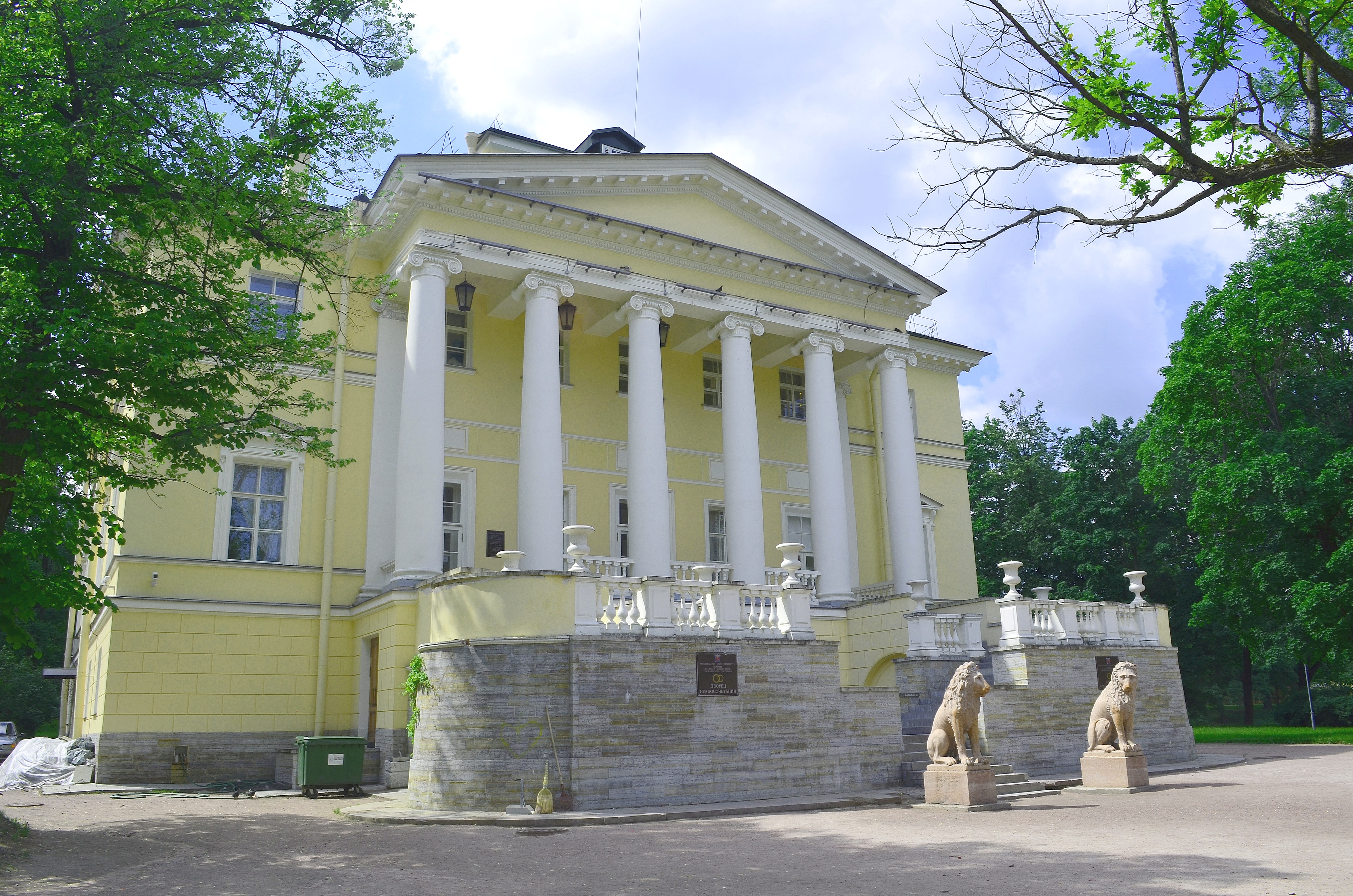
Дача Марии Кочубей в Царском Селе

Дочь камергера Василия Семёновича Васильчикова (1743—1808), брата екатерининского фаворита, и фрейлины графини Анны Кирилловны Разумовской (1754—1826), дочери последнего гетмана, окончившей жизнь схимомонахиней, под именем старицы Агнии. Родилась 10 сентября 1779 года в Москве, крещена 13 сентября в церкви Николая Чудотворца в Звонарях при восприемстве дяди графа А. Г. Разумовского и тетки графини П. К. Разумовской.
Почти сразу после рождения её практически похитила и увезла в Петербург тётка, Наталья Кирилловна Загряжская, у которой не было детей. Родители пытались добиться возвращения дочери, но Загряжская объявила, что если ей оставят Марию, то она сделает её единственной наследницей. Родные решили не препятствовать. Загряжская сильно привязалась к своей «Машеньке» и действительно оставила ей своё солидное состояние.

В сентябре 1799 году к Марии Васильевне посватался вице-канцлер, любимец Павла I граф Виктор Кочубей. По этому поводу граф П. Завадовский писал своему другу С. Р. Воронцову:
О женитьбе Кочубея давно молва; а вчера сказали мне, что и позволение от двора уже есть, по докладу о том, доселе не открывался мне ни словом о своем намерении; а я не рассудил учинить допрос о том, что таил он. В любовных делах он всегда был ветреник, наконец, обрушился. Hе только в его лета, но и позднего века человек попадает в подобную западню. Следовательно, дивиться тут нечему.
 Как говорилось в семейном предании, сватовство было внезапным, и было вызвано угаданным Кочубеем намерением императора женить его на своей фаворитке А. П. Лопухиной. 13 ноября 1799 года состоялось венчание в церкви Св. Симеона Богоприимца и Св. Анны Пророчицы на Моховой, поручителем по жениху был Н. А. Загряжский; по невесте граф Лев и Пётр Разумовские.
Попавшие в немилость после свадьбы молодожены Кочубеи сразу после свадьбы уехали в Диканьку, а затем в Дрезден. После воцарения Александра I Виктор Кочубей вернулся в Петербург и вскоре вызвал к себе и жену, недавно родившую дочь. С ними поселилась и Наталья Кирилловна Загряжская, не покидавшая любимой племянницы до самой смерти. Блестящая карьера мужа и его близость к Александру I помогли Марии Васильевне занять завидное положение в свете и при дворе.
22 июля 1804 года Мария Кочубей была пожалована в кавалерственные дамы ордена Святой Екатерины, 22 августа 1826 года — в статс-дамы, в 1831 году Василий Павлович был возведён в княжеское достоинство, а 15 апреля 1841 года Мария Васильевна получила орден Святой Екатерины I класса.
В 1817—1818 годах семья Кочубеев жила в Париже. По возвращении в Россию они поселились в Царском Селе на новой даче, где у них запросто бывали императоры Александр, а затем Николай Павлович. Поэт Пушкин был постоянным посетителем их петербургского дома на Фонтанке.
Сперанский, близко знавший чету Кочубеев, так описывал Марию Васильевну в письме дочери в 1818 году: «Графиня Кочубей есть прекраснейшее моральное женское существо, которые только удавалось мне видеть». Долли Фикельмон находила её «милой и обоятельной, при этом очень живой, весьма остроумной и умеющий излагать свои мысли очаровательным манером».
Овдовев в 1834 году, Марья Васильевна вынуждена была продать дачу в Царском Селе, чтобы погасить долги. Проживая зимой в Петербурге, она не прекращала блестящих приёмов, установленных при жизни мужа. Лето обычно проводила в своей малороссийской усадьбе «Диканька», иногда выезжая за границу. В своём поместье вдовствующая княгиня

держалась царицей; впрочем, не она одна — в те времена многие из знатных дам новопожалованных родов любили у себя в поместьях, как говорят французы, jouer la reine. На ектениях вслед за императорской фамилией и именем местного архиерея священник молился за княгиню со чадами и об опочившем князе. На приёмах, обедах и даже тогда, когда, кроме семьи и домочадцев, никого не было, все в ожидании княгини собирались в одну из гостиных, и только за несколько минут она появлялась в сопровождении двух-трёх приживалок; это несколько смахивало на выход, но не казалось смешным, потому что роскошь Диканьки этому соответствовала.
Во время одной из заграничных поездок княгиня Кочубей скончалась. Тело было перевезено в Санкт-Петербург, где и похоронено в церкви Святого Духа Александро-Невской Лавры. В метрике про смерть написано, что «тело положено на Монтмартском кладбище».

## Семья
В браке Кочубеи имели 13 детей, из них 8 умерли в детстве:
- Наталия Викторовна (1800—1855), замужем за графом А. Г. Строгановым (1795—1879), юношеская любовь А. С. Пушкина .
- Александр Викторович (1802—1808)
- Павел Викторович (21.10.1803[11]—29.03.1807), крещен в Симеоновской церкви на Моховой, крестник графа И. А. Безбородко и графини Е. К. Апраксиной.
- Николай Викторович (1805—11.03.1811[12]), умер от кори.
- Андрей Викторович (01.04.1807[13]—23.05.1816[14]), крещен в Симеоновской церкви на Моховой, крестник Н. А. Васильчикова и Н. К. Загряжской; умер от чахотки.
- Екатерина Викторовна (1808—1809)
- Елизавета Викторовна (1809—1809)
- Лев Викторович (1810—1890), действительный статский советник, был женат на композиторе Елизавете Васильевне Кочубей (1821—1897).
- Елена Викторовна (1811—1811)
- Василий Викторович (1812—1850), камергер, действительный статский советник, археолог и нумизмат, женат с 1847 года на вдове княгине Елене Павловне Белосельской, урождённой Бибиковой (1812—1888), падчерице А. Х. Бенкендорфа.
- Анна Викторовна (30.09.1813[15]—16.03.1827), умерла от чахотки, похоронена в Александро-Невской лавре.
- Михаил Викторович (1816—1874), гофмаршал, женат на княжне Марье Ивановне Барятинской (1818—1843), дочери И. И. Барятинского.
- Сергей Викторович (1820—1880), действительный статский советник, полтавский дворянский предводитель, женат на Софье Александровне Демидовой, урождённой графине Бенкендорф (1825—1875), дочери генерала А. Х. Бенкендорфа.

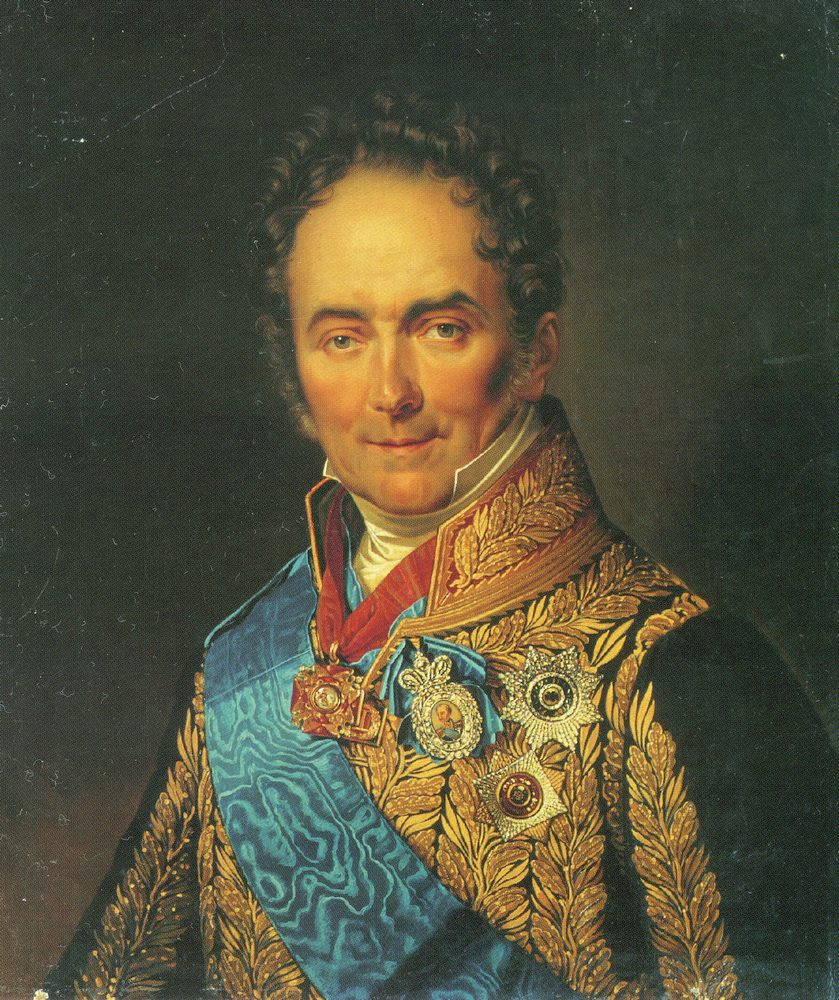
Виктор Павлович, муж
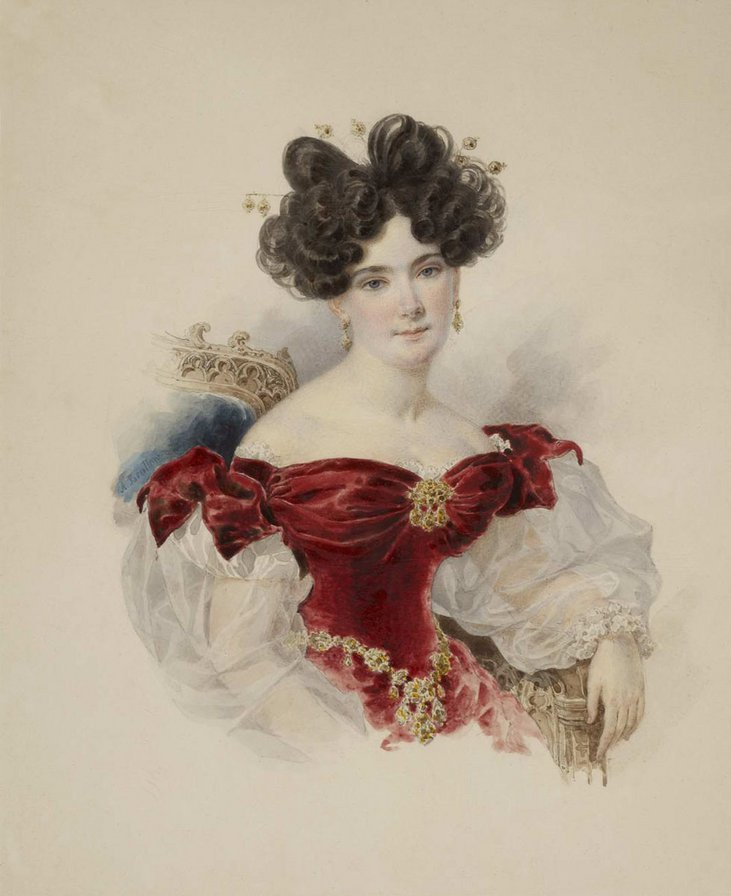
Наталья Викторовна, дочь
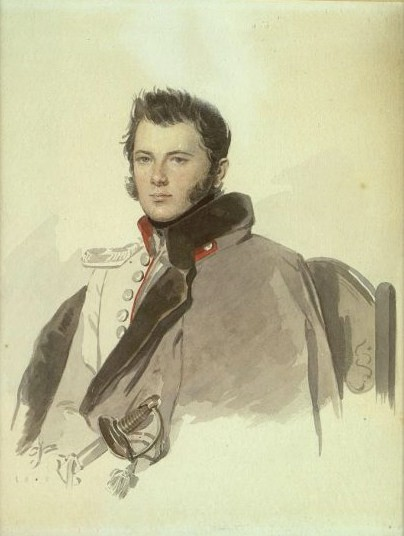
Лев Викторович, сын
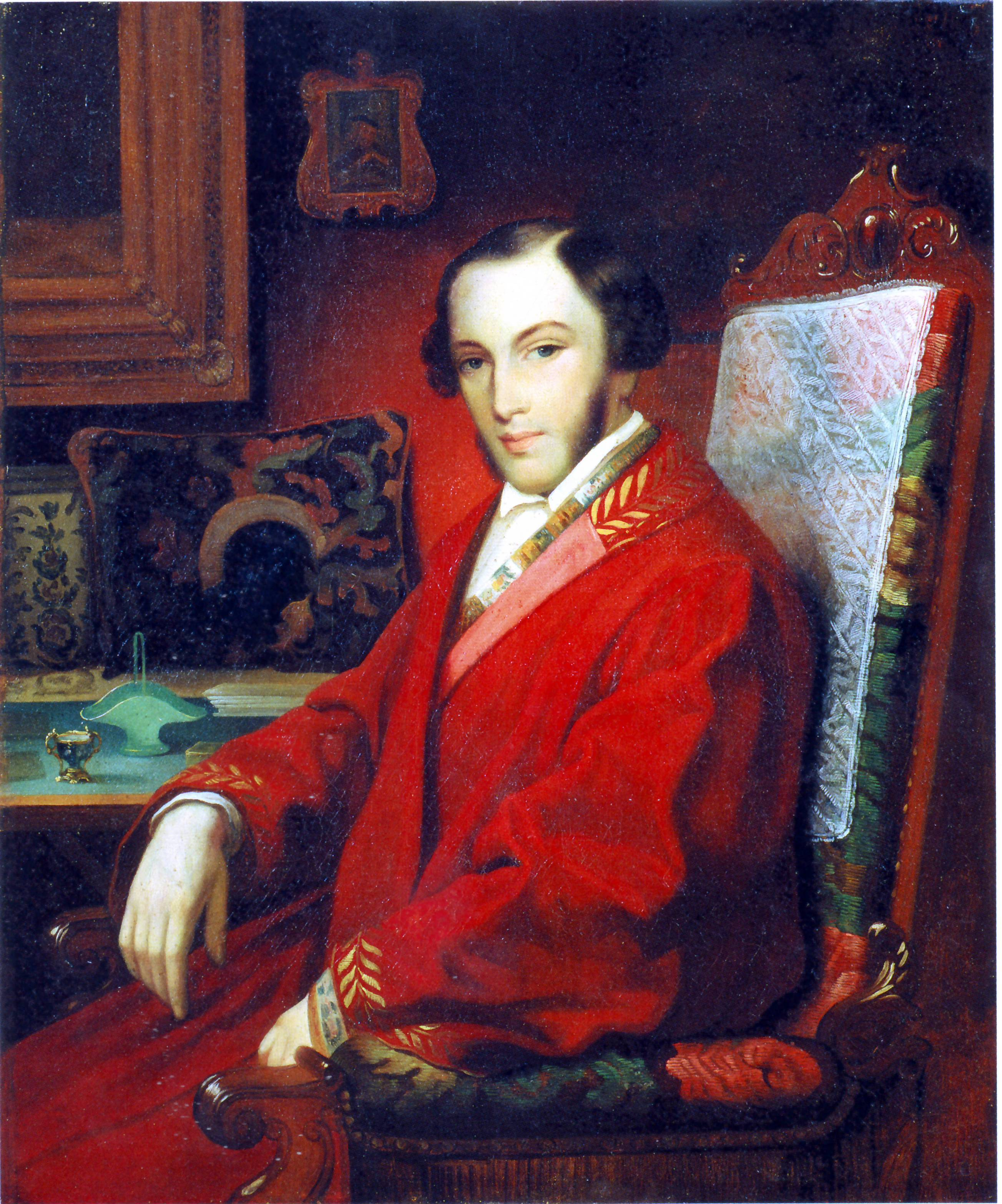
Василий Викторович, сын
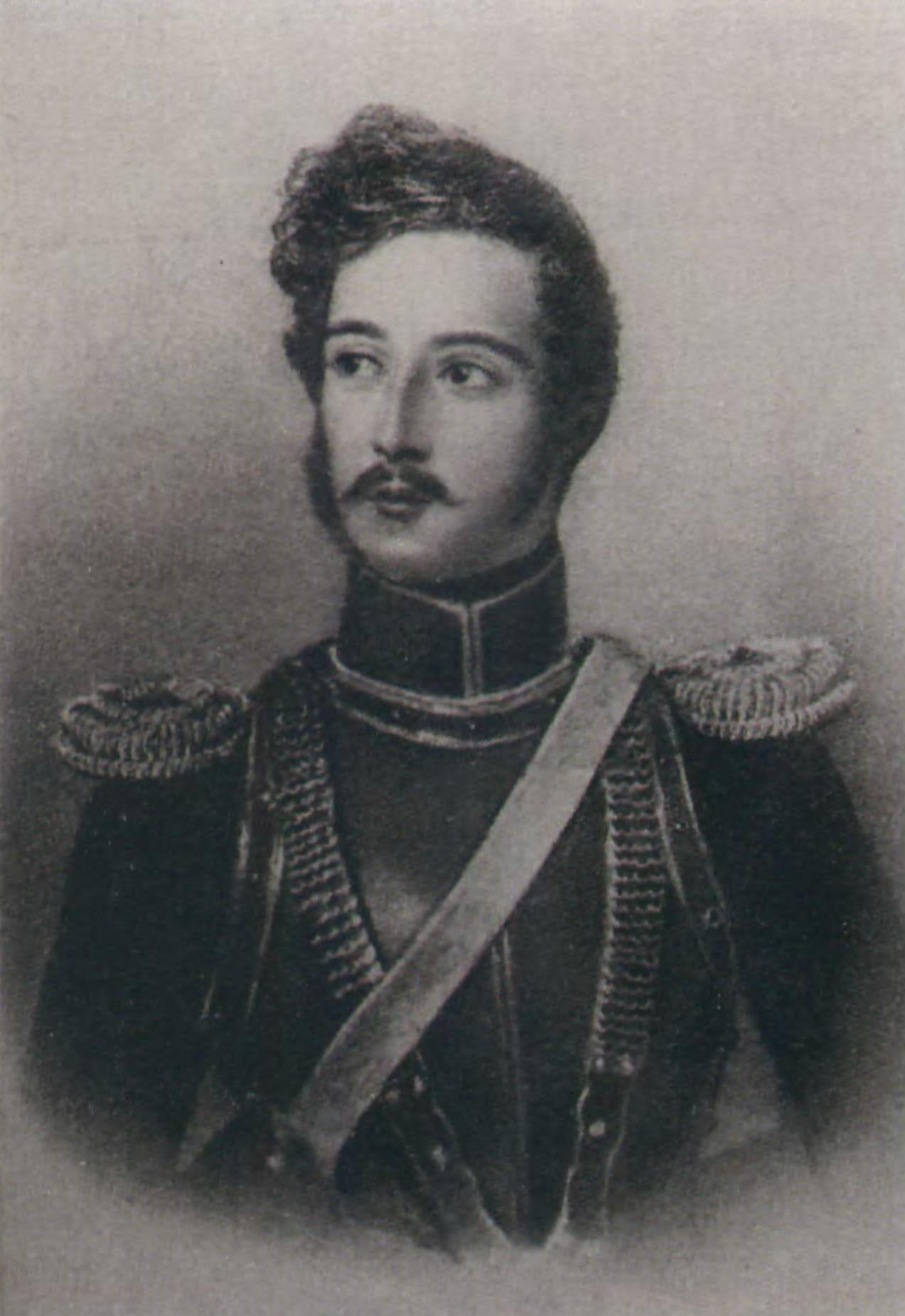
Михаил Викторович, сын